# Planteskole
En planteskole er et sted, hvor man skoler, dvs. former planter. Man søger i en planteskole at dyrke planterne således, at de kommer til at se ud netop, som man ønsker. Der er i lighed med landbrug, skovbrug og gartneri ikke i den forstand tale om natur, men om kultur. Disse dyrkede planter benævnes så kulturplanter.
I en produktionsplanteskole dyrker man stauder, buske, træer o.l. i modsætning til en engrosplanteskole (havecenter), hvis opgave det er at videresælge planterne til forbrugeren.

## Historie
De første planteskoler i Danmark opstod i forbindelse med klosterhavernes og senere slots- og gårdhavernes egen planteproduktion.
Før planteskoler blev en selvstændig branche, havde man i Danmark handelsgartnerier. De opstod i udkanten af bybillede omkring 1700-t. Handelsgartnerierne solgte grøntsager og planter til borgerskabet. En af de første planteskoler opstod i Sønderborg. Omkring 1850 kom en række planteskoler (D.T. Poulsens Planteskole og Frøhandel og Aksel Olsens planteskole) til Danmark. Dette fik betydning for erhvervets videre udvikling. 
Industrialiseringen medførte færre, større og mere specialiserede erhvervsplanteskoler. En jysk brancheorganisation blev stiftet i 1898, og blev sidenhen landsdækkende under navnet Dansk Planteskoleejerforening, nu Danske Planteskoler. Denne udvikling udspringer af et ønske om standardisering af kvalitetskrav, hvoraf de seneste standarder for planteskoler er produceret i 2002 og 2019.